# Mikko Polvinen
Mikko Polvinen, född 18 januari 1979 i Kuhmo, är en finländsk politiker (Sannfinländarna). Han är ledamot av Finlands riksdag sedan 2023.
Polvinen blev invald i riksdagsvalet 2023 med 4 291 röster från Uleåborgs valkrets.